# 長洲市政大廈

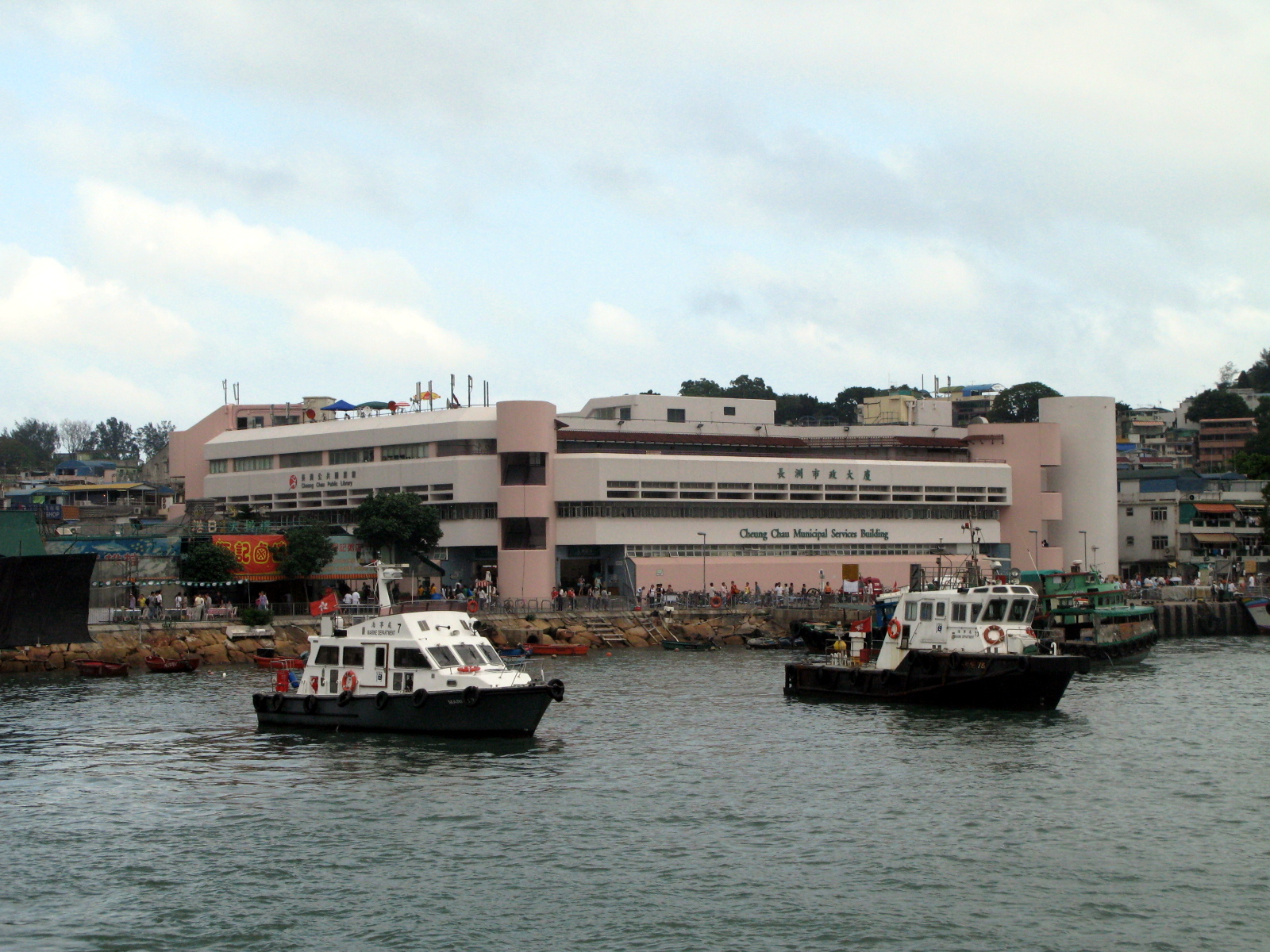
長洲市政大廈

長洲市政大廈（英語：Cheung Chau Municipal Services Building）又稱長洲綜合大樓（英語：Cheung Chau Complex），是香港新界長洲的一座多用途的市政大樓，設有街市、公共圖書館、體育館及政府辦公室等設施。地址為大興堤路2號，在1991年7月落成。

## 設施
- 長洲街市
- 長洲公共圖書館
- 海傍街體育館（不是長洲體育館，該體育館位於島上另一幢獨立建築物內）